# 希拉里山脈

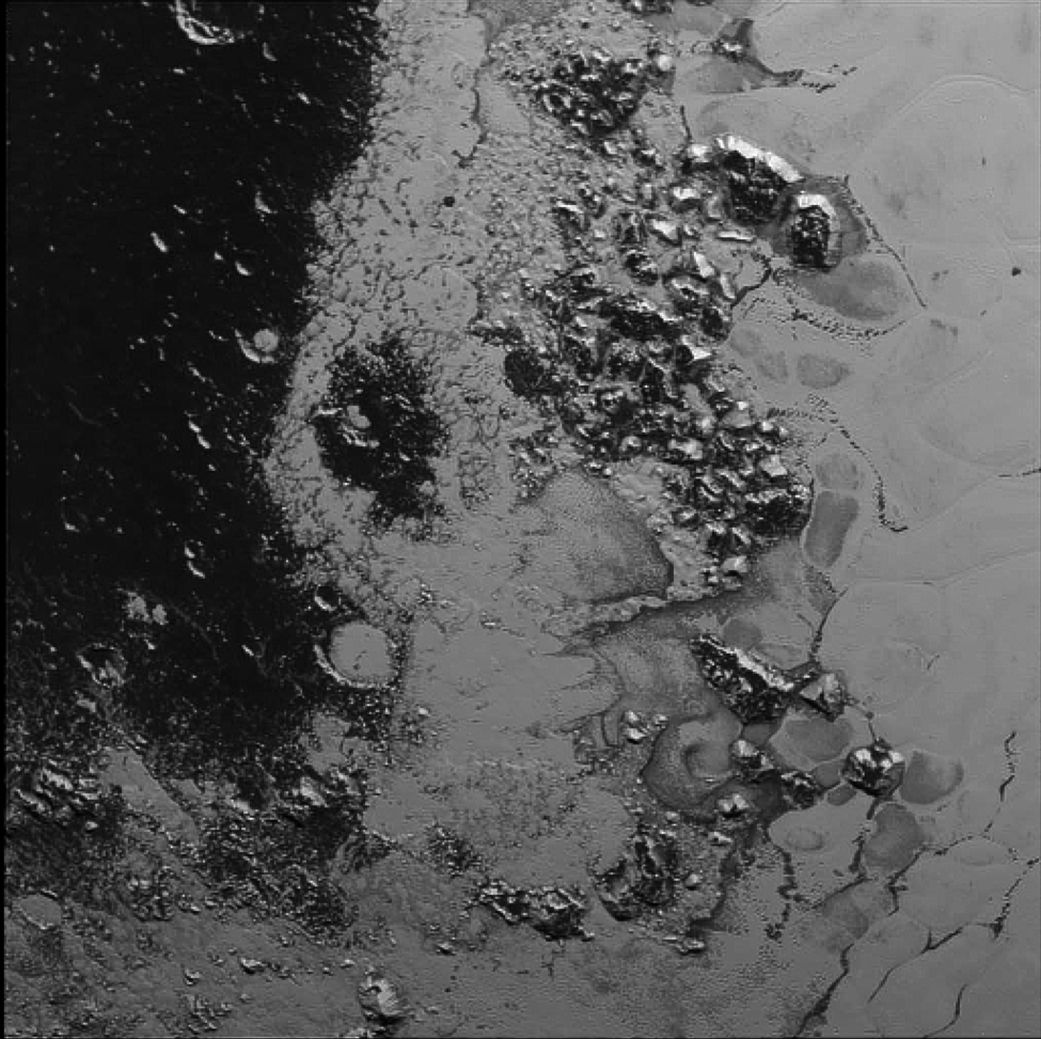
新視野號 2015年7月14日所拍攝冥王星上的希拉里山脈

希拉里山脈（英語：Hillary Montes /ˈhɪləri ˈmɒntiːz/, Hillary Mountains），是矮行星冥王星表面上有一座山高達1.6 km （5,200 ft） 的山脈，位於湯博區的南部， 鄰近史普尼克平原和諾蓋山脈。 希拉蕊山由新視野號在2015年7月14日發現，NASA在2015年7月24日公布。 該座山脈以紐西蘭登山家艾德蒙·希拉蕊爵士命名，以紀念他與尼泊爾登山家丹增諾蓋在1953年5月29日首次成功攀登地球最高峰。

## 外部連結
- NASA Pluto factsheet （页面存档备份，存于）
- NASA Official homepage （页面存档备份，存于）
- New Horizons homepage （页面存档备份，存于）